# Baia di Bouquet
La baia di Bouquet è una baia larga circa 11,5 km situata sulla costa nord-orientale dell'isola Brabant, una delle isole dell'arcipelago Palmer, al largo della costa nord-occidentale della Terra di Graham, in Antartide. Nella baia, la cui bocca si apre tra capo Cockburn e punta Agrimbau, e che si affaccia di fronte all'isola Liège, si gettano diversi ghiacciai, tra cui il Lister e il Paré.

## Storia
Scoperta durante la spedizione di ricerca francese in Antartide svolta dal 1904 al 1907 al comando di Jean-Baptiste Charcot, la baia di Bouquet è stata da quest'ultimo così battezzata in onore di Jean Bouquet de la Grye, un ingegnere idrologico francese che fu membro della commissione che pubblicò i risultati scientifici della sopraccitata spedizione. Nel 1960 tale nome fu infine confermato dal Comitato consultivo dei nomi antartici.